# سلالة إيسن
سلالة إيسن، هي السلالة الاخيره الحاكمة المدرجة في قائمة الملوك السومريين. تظهر قائمة ملوك سلالة إيسن مع طول فترة حكمهم أيضًا في وثيقة مسمارية تُدرج ملوك أورا و إيسن، قائمة عهدي ملوك أور وإيسن (1686).
كانت الأسرة الحاكمة مستوطنة مدينة إيسن القديمة (المعروفة اليوم باسم محافظة القادسية, العراق). يُعتقد أنها ازدهرت ما بين عام 1717-1953 ما قبل الميلاد. وقد سبقت سلالة أورا الثالثة في قائمة الملوك السومريين . غالبًا ما ترتبط سلالة إيسن بسلالة لارسا القريبة والمعاصرة لها (1674-1961 ما قبل الميلاد) وغالبًا ما يتم ذكرهما معا بسبب قرب الفترة الزمنية التي كانت بينهما ويطلق عليهما اسم «فترة إيسن ولارسا». كلتا السلالتين خلفتهما السلالة البابلية الأولى.

## التاريخ

### عهد اشبي إيرا

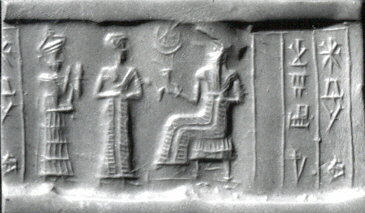
ختم الأسطوانة ومشهد عرض الانطباع الحديث. ٢٠٠٠ - ١٧٥٠ ق.م. ايسن - لارسا.

اشبي إيرا هو مؤسس سلالة إيسن الأولى (1920-1953ما قبل الميلاد). سبقه إبي سين من سلالة أور الثالثة في حكم بلاد ما بين النهرين القديمة ثم خلفه شو إيليشو. وفقًا للنقوش الطينية المسمارية،  امتد حكم اشبي إيرا لمدة 33 عامًا وهذا ما يؤكده عدد أسماء السنوات المتبقية له. بينما تحاكي هذه السلالة من نواحٍ عديدة الأسرة السابقة التي كانت لغتها الأكدية لأن اللغة السومرية أصبحت تحتضر في المراحل الأخيرة من سلالة أور الثالثة.
في بداية حياته المهنية كان إشبي إيرا يعمل في خدمة ملك اورا الثالث ابي سين آخر ملوك الأسرة الثالثة لأور. اشبي إيرا تم وصفه بأنه رجل اموري من ماري  نسبتا إلى أصله أو المدينة التي تم تعيينه لها. شوهد تقدمه في المراسلات مع الملك وبين إبي سين وحاكم كازالو  بعد اتهامه بالحصول على الحبوب في اسين، كازولو اشتكى اشبي إيرا من أنه لا يستطيع شحن 72000 صاع التي اشتراها مقابل 20 من الفضة - على ما يبدو سعرًا باهظًا - وبقي آمنًا في اسين بعيدا عن المناطق الحضرية الأخرى بسبب التوغلات التي قام بها الأموريين، وطلب من إبي سين 6 زوارق للنقل، طلب أيضا حاكم ايسن ونيبور.  على الرغم من امتناع إبي سين عن ترقيته إلا أن إشبي إيرا نجح على ما يبدو في الفوز بالسيطرة على ايسن في السنة الثامنة لإبي سين عندما بدأ في تخصيص أسماء العام الخاص به ومنذ ذلك الوقت ساءت علاقتهما 
وصف إبي سين بمرارة إشبي إيرا بأنه «ليس من البذور السومرية» في رسالته مع بوزور سولجي وكتب أن: «إنليل قد أثار الأموريين خارج أرضهم وسوف يضربون العيلاميين ويقبضون على إشبي إيرا.» من الغريب أن بوزور سولجي يبدو أنه كان في الأصل أحد رسل اشبي إيرا ويشير إلى مدى تقلب الولاءات خلال السنوات الأخيرة من حكم سلالة الاور. بينما لم يكن هناك صراع صريح، ولكن استمر إشبي إيرا في توسيع نفوذه مع تراجع إبي سين بشكل متواصل على مدار الـ 12 عامًا التالية أو نحو ذلك حتى تم غزو أور أخيرًا من قبل عيلام.
واصل إشبي إيرا تحقيق انتصارات حاسمة ضد الأموريين في عامه الثامن وضد العيلاميين في عامه السادس عشر. بعد بضع سنوات قام إشبي إيرا بطرد الحامية العيلامية من أور وبالتالي استولى على سيادة سومر وأكد. واحتفل بنصره في وقت لاحق من العام السابع والعشرين على الرغم من أن هذه الصفة المحددة لم تستخدم من قبل هذه السلالة حتى عهد ايدين داغان.  لقد تبنى بسهولة الامتيازات الملكية للنظام السابق فطلب شعر المديح الملكي والترانيم للآلهة التي لا تزال سبعة منها متواجده وأعلن نفسه «إلهًا على بلده». عين ابنته آن بارازي خلفا لابي سين ككاهنة الايقستو التي يحتفل بها في عامه الثاني والعشرون. أسس الحصون وأقام أسوار المدينة ولكن لم يبق له سوى نقش ملكي واحد. 

### عهد شو إيليشو

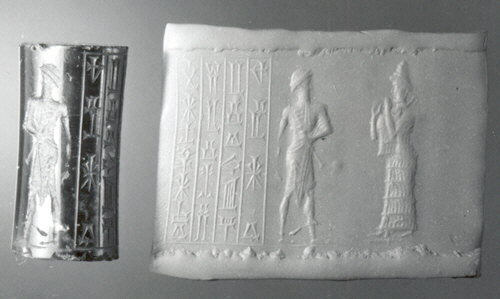
ختم الاسطوانة ، ١٨٢٢ -١٧٦٣ ق.م. إيسن-لارسا.

شو إيليشو هو الحاكم الثاني من سلالة ايسن(1900-1920 ما قبل الميلاد). حكم لمدة 10 سنوات (وفقا لعدد مرات ذكر اسمه في التاريخ  الذي اختلف عليه الاخرين ويقال انه حكم 20 عاما.)   وقد خلف الحكم من إشبي إيرا وخلفه إيدين داغان. اشتهر شو إيليشو باستعادته المعبود الطائفي لـ إله القمر في الاساطير السومرية من مملكة عيلام واعادها إلى مدينة الاور.
شو إيليشو أعطته النقوش هذه الألقاب: «الرجل الجبار» و «ملك أور» و «إله أمته» و «محبوب الآلهة: آنو وإنليل ونانا» و «ملك أرض سومر وأكد» و «محبوب الإله إنليل والإلهة نينيسينا» و «رب أرضه» ولكن ليس«ملك إيسين» (وهو لقب لم يطالب به حاكم هذه المدينة حتى عهد إشمي داغان.) لكن شو إيليشو اعاد بناء أسوار عاصمه ايسن. لقد كان مفيدًا جدا لمدينة أور (بدء الترميم الذي استمر من خلال خلفائه إيدين داغان واشمي داغان.) بنى شو إيليشو بوابة ضخمة واستعاد معبودًا يمثل إله أور الراعي (نانا، إله القمر) الذي صادره العيلاميون عندما نهبوا دولة المدينة، لكن سواء حصل عليها إما عن طريق الدبلوماسية أو الصراع غير معروف. تحكي بعض النقوش عن إعادة توطين المدينة «لقد أقام فيها عندما أقام في أور الناس المشتتين حتى في مسكنهم». تم تأليف «الرثاء على تدمير أور» في هذا الوقت تقريبًا لشرح الكارثة والدعوة إلى إعادة بنائها وحماية المرممين من اللعنات المرفقة بأطلال المدينة.

### عهد إيدين داغان

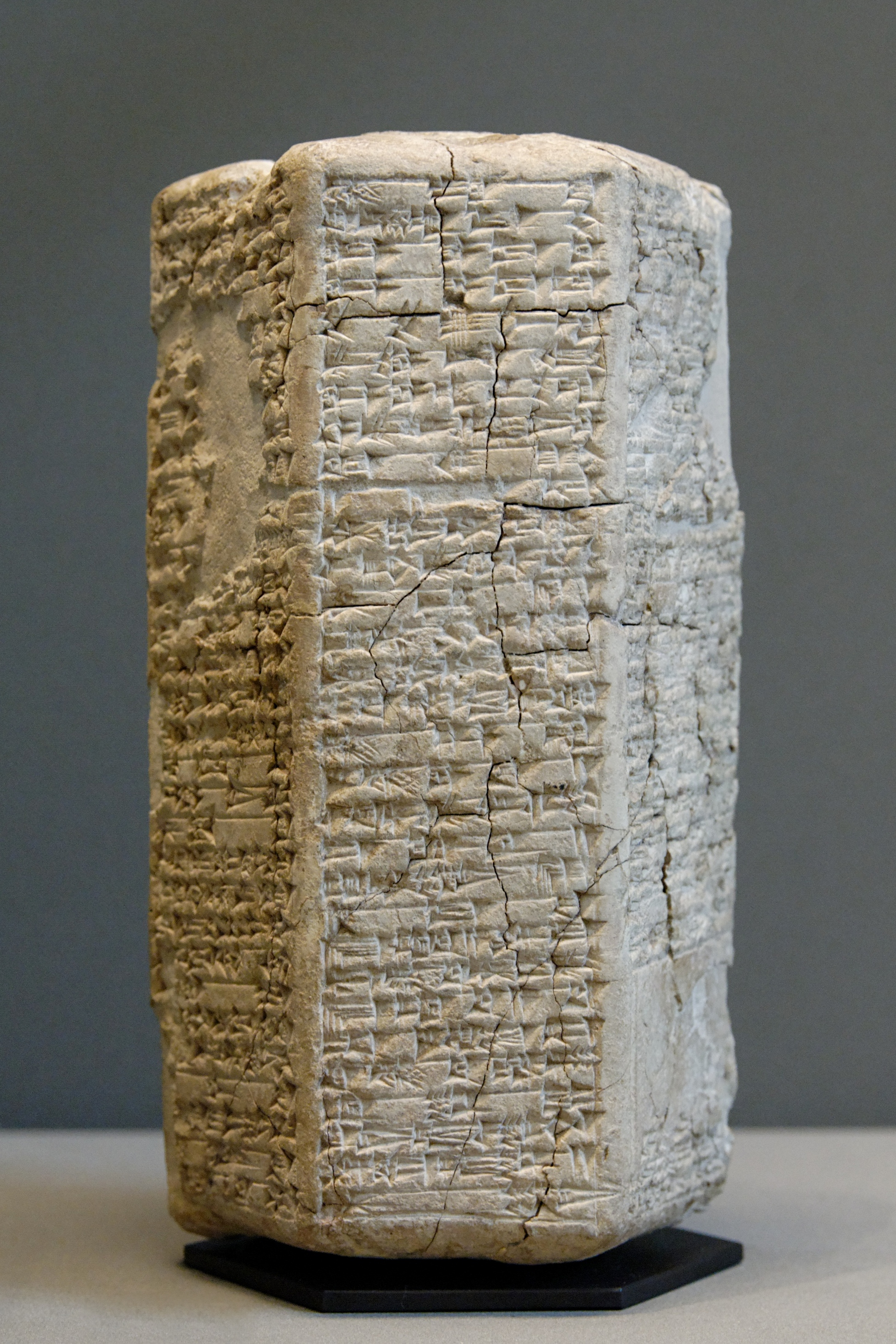
قصيدة مدح لأيدين داغان ملك سومر. المسمارية المنحوتة على سداسية الطين، الموجود حاليا في متحف اللوفر (تعود إلى 1950 ما قبل الميلاد.)

إيدين داغان هو الحاكم الثالث من سلالة ايسن (1879-1900 ما قبل الميلاد). وقد خلف الحكم من والده شو إيليشو وخلفه ل إشمي داغان. حسب قائمة ملوك سومر حكم لمدة 21 سنة. اشتهر بقوانين الزواج التي إبتكرها وكذلك أنشدة الآلهة.
ومن ألقابه: "الملك العظيم"، و " ملك إيسين "، و "ملك أور "، و "ملك أرض سومر وأكد ".  يذكر اسم السنة الأولى المسجل على إيصال الطحين والتمر  ما يلي: "ايدين دغان (كان) ملكًا وابنته (ماتوم نياتوم) ومعنى اسمها (" الأرض التي تخصنا ") تم تزويجهما لملك أنشان.   اقترح فالات أنه كان لـ لمازو (ابن اسمه كينداتو، الذي كان العريس وربما ملك منطقة عيلام)  كما تم وصفه بأنه ملك انشان في نقش مختوم على الرغم من أنه لم يتم توثيقه في مكان آخر. كان دكينداتو قد تم إبعاده عن مدينة أور من قبل اشبي إيرا  (مؤسس سلالة اسين الأولى). يبدو أن العلاقات قد تحسنت بشكل كافٍ بالنسبة لتان روهورارتر (الملك الثامن الذي تزوج ابنة بلالاما ، إينسى إشنونا.) 
لا يوجد سوى نص ضخم واحد معاصر لهذا الملك ونصان آخران معروفان من النسخ اللاحقة. وجزء من تمثال الحجر  لديه نقش نذري التي تحتج نينسون ودامو لعنة أولئك الذين تعزيز نية الشر ضدها. عثر عالم الآثار البريطاني السير تشارلز ليونارد وولي على نسختين لاحقتين من الألواح الطينية  من نقش يسجل شيئًا غير محدد مصنوعًا للإله نانا في منزل مدرسة للكتاب في مدينة أور. ولوح  في المدينة عائد لدولة أور (1841ما قبل الميلاد '-' 1868 ما قبل الميلاد) من لارسا، بعد غزوه من المدينة، يحمل انطباعا ختم من خادم له. وصف لوح  تشكيلي لايدين داغان لتماثيل نحاسية لنينليل والتي لم يتم تسليمها إلى نيبور إلا بعد 170عامًا من قبل إنليل باني.
تم ضمان الخصوبة المستمرة للأرض من خلال الأداء السنوي لطقوس الزواج المقدس التي انتحل فيها الملك شخصية دوموزي - أما -وسومغال-آنا وكاهنة حلت محل إنانا. يبدو أن هذا الاحتفال قد يستلزم بعض من: الذكور الشاغرين، نساء، طبول، كاهنات وكهنة ويتم بعدها سفك الدماء بالسيوف، بمرافقة الموسيقى، تليها قرابين وتضحيات للإلهة إنانا أو نينغالا.

### عهد إشمي داغان
إشمي داغان حكم لمدة تسعة عشر عاماً (1859-1879 ما قبل الميلاد) وهو الملك الرابع من سلالة ايسن وفقا للمصادر التاريخية. وفقًا للمصادر التاريخية أيضًا : كان ابن وخليفة أيدين داغان. ثم خلفه لبت عشتار. كان أشمي داغان أحد الملوك الذين أعادوا إيكور.

### عهد لبت اشتار

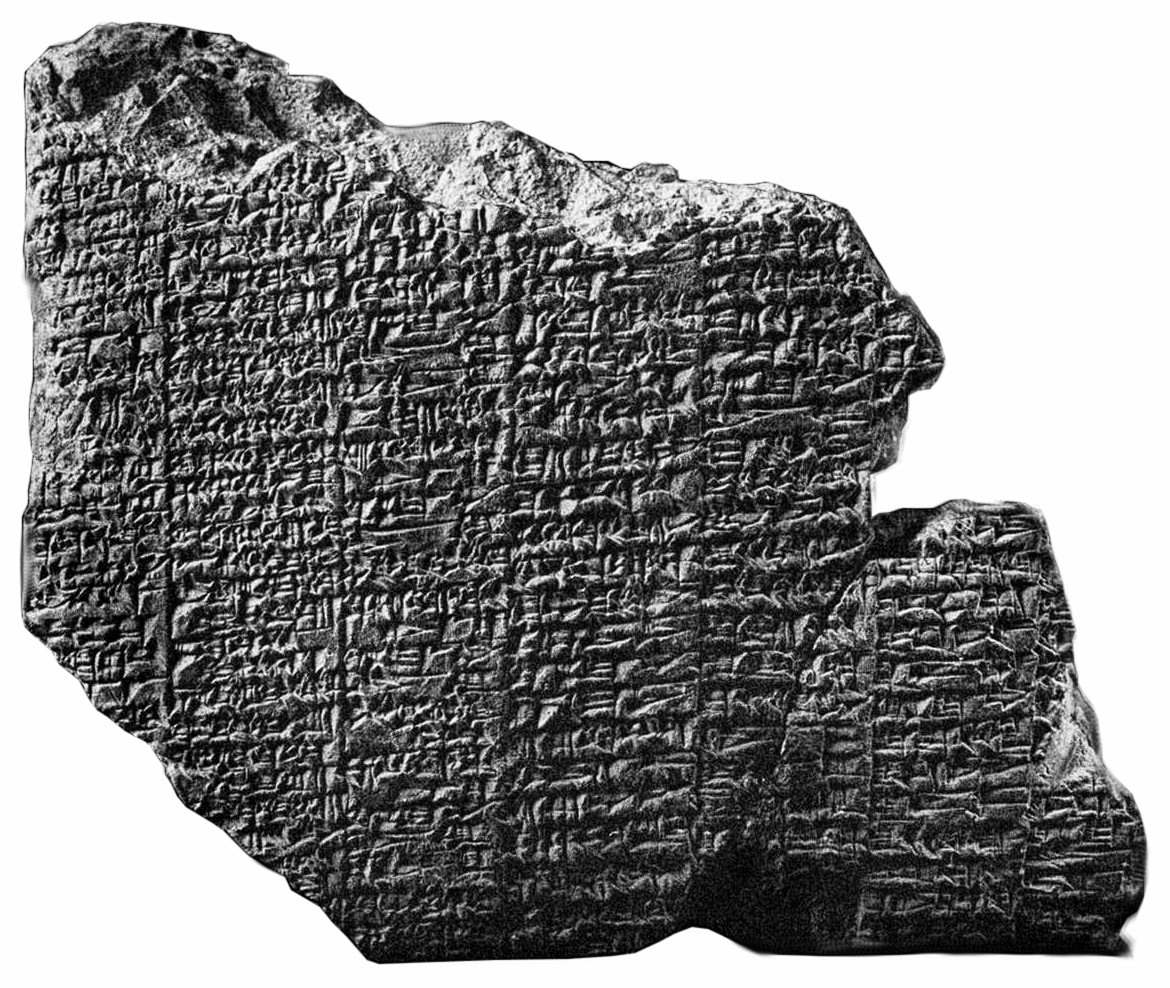
منحوته ترمز للحاكم لبت عشتار (1860 ماقبل الميلاد)

لبت اشتار هو خامس ملك لسلالة إيسن (1848-1859 ما قبل الميلاد). وقد خلف الحكم من إشمي داغان وخلفه أور ننورتا. قد نجت بعض الوثائق والنقوش الملكية من عصره ويُعرف لبت عشتار بسبب ترانيم اللغة السومرية التي كُتبت على شرفه بالإضافة إلى مدونة قانونية مكتوبة باسمه (تسبق قانون حمورابي الشهير بحوالي 100 عام) والتي كانت تُستخدم كمنهج مدرسي للمئات السنوات بعد وفاته. سجلت حوليات عهد لبت عشتار أنه أيضا صد الأموريين.

### عهد أور ننورتا
أور ننورتا هو الملك السادس لسلالة اسين (حكم مابين1820-1848 من قبل الميلاد). استولى أور ننورتا على العرش بعد سقوط لبت عشتار والانقلاب عليه واحتفظ به حتى وفاته المؤلمه بعد 28 عامًا.
ودعا نفسه «عبد الإله ننورتا».  كان اسمه سومريًا بالكامل في تناقض ملحوظ مع الأسماء الامورية لأسلافه الخمسة. لا يوجد سوى نقشين، أحدهما مختوم على الآجر في 13 سطراً من السومرية من مدن نيبور وإيسين وأوروك وإيشان صفود، وهو موقع صغير جنوب شرق تل دريم، والذي يعطي نقشاً موحداً  يصف له باعتباره «الكاهن مع الأيدي النظيفة ل اريدو، المفضلة أون كاهن أوروك»، وهناك نسخة من نقش المتعلقة بنصب تمثال للملك مع الماعز نذري. 
كان معاصرًا لـ غنغوم (1868 - 1841ما قبل الميلاد) وخليفته أبيصار (1830 -1841 ما قبل الميلاد)، عودة ملوك لارسا. يمثل عهده بداية انخفاض في ثروات اسين بالتزامن مع ارتفاع في ثروات لارسا. انتزع غنغوم أور من سيطرة اسين بحلول عامه العاشر ومن المحتمل أن يكون هذا هو سبب الإطاحة بـ لبت عشتار. في الواقع، قدم أور ننورتا هدية إهداء لمعبد نينغال في أور خلال السنة التاسعة من فتره غنغوم. ومع ذلك، استمر أور ننورتا في ذكر أور في ألقابه («راعي أور») كما فعل خلفاؤه في اسين. واصل غنغوم توسيع مملكته، وربما أخذ نيبور في وقت متأخر من حكمه. سمح موته لأور ننورتا بشن هجوم مضاد مؤقت واستعادة نيبور والعديد من المدن الأخرى على قناة كشكاتوم. توقف هجومه في أدب بسماية الحديثة، حيث «هزم أبو سارع جيش إيسين بسلاحه»، في اسم العام التاسع من حكمه. قد تكون هذه المعركة حيث قُتل لأن السنة أ من الهاليوم في مملكة منانا،  تنص على «العام الذي قُتل فيه أور نينورتا» ومانبلتئيل من كسرة عام ز،  «العام الذي قُتل فيه أور نينورتا».
هناك اسم للسنة  «السنة التالية للسنة التي جعلها الملك أور نينورتا يخرج من الماء بشكل كبير.» يقترح مارتين ستول أنه يشير إلى أنه نجح في تحويل مستنقع أو ما شابه ذلك إلى أرض صالحة للزراعة.
نشأت قضية قانونية غريبة نما إلى علمه والتي أمر بها من قبل جمعية نيبور. قُتل لو إنانا، وهو كاهن من نيشاكو ، على يد نانا سيغ وكو إنليلا (حلاق) وإنليل إننام (حارس بستان) الذي اعترف بعد ذلك لزوجته المنفصلة نين دادا التي ظلت صامتة بشكل مريب بشأن الأمر. قدم تسعة أشخاص من مهن تتراوح بين صيد الطيور إلى الخزاف، مرافعة الادعاء. واندفع اثنان آخران للدفاع عن الأرملة، لأنها لم تشارك بالفعل في القتل، لكن الجمعية خلصت إلى أنها لا بد أنها كانت «متورطة» في إحدى جرائم القتل وبالتالي تعاونت معها. وحُكم على الأربعة بالإعدام أمام كرسي الضحية.
إن تعليمات أور نينورتا ومستشارو الحكمة هي تركيبة بلاط سومرية تمدح فضائل الملك معيد النظام والعدالة والممارسات الدينية بعد الطوفان في محاكاة القدوة الأقدم كلكامش وزيوسودرا.  امتد حكمه لمدة 298 عامًا. وخلفه ابنه بور سوين..

### عهد بور سين

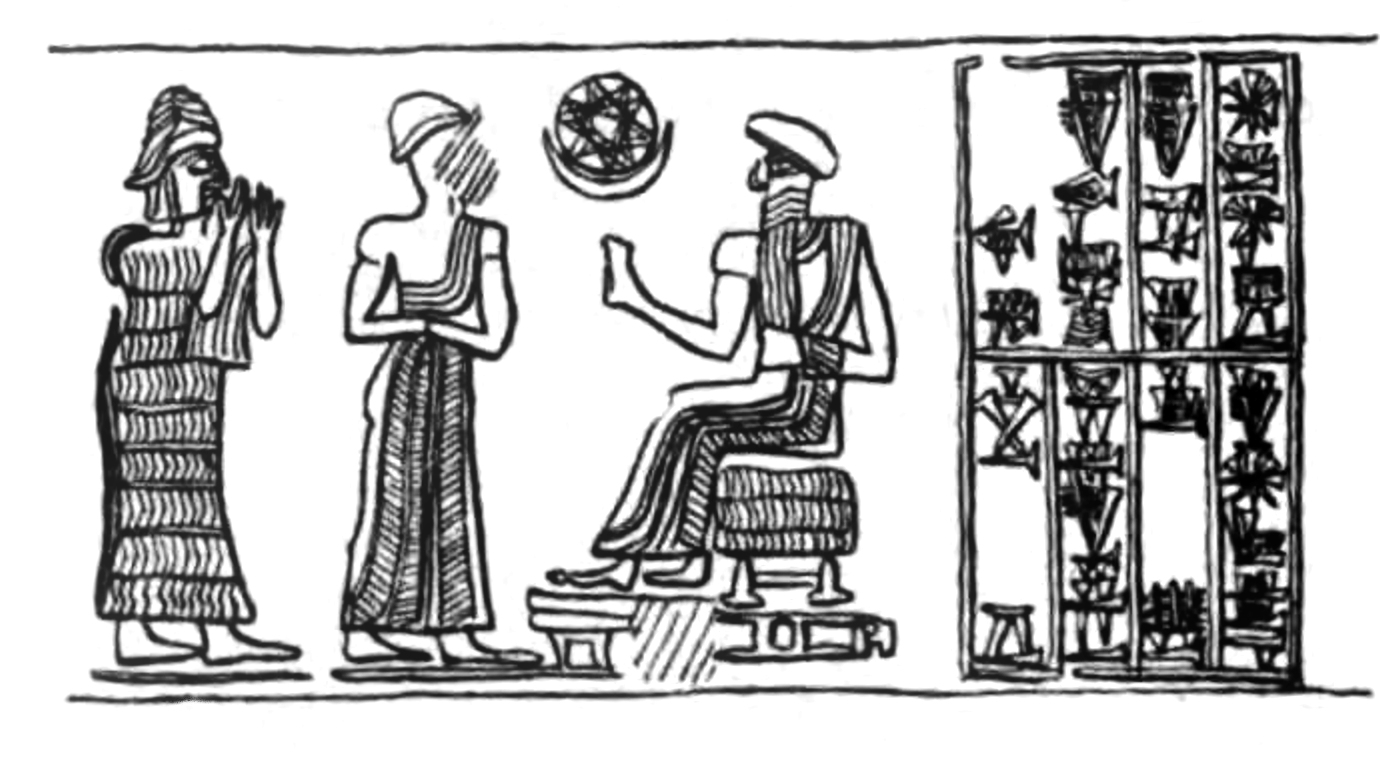
ختم الاسطوانة من بور سين

بور سين هو الملك السابع لسلالة اسين وحكم لمدة 22 عاما ( 1799-1820 ما قبل الميلاد) وفقا لقائمة ملوك أور- ايسن.  تميز عهده بانحسار مد وجزر في الهيمنة على المراكز الدينية في نيبور وأور.
كان ل بور سوين ألقاب: «الراعي الذي يصنع محتوى نيبور»، و «المزارع الجبار في أور»، و «الذي يعيد تصميمات إريدو» و «إن الكاهن للسيدات ، من أجل أوروك» في نقوشه المبنية من الطوب في نيبور واسين  على الرغم من أنه يبدو من غير المحتمل أن يمتد حكمه إلى اور أو ايردو في هذا الوقت حيث أن النقوش الوحيدة ذات الأصل الأثري تأتي من المدينتين الشماليتين. يعود تاريخ اللوح المنفرد من أور إلى سنته الأولى، ولكن يُعتقد أن هذا يتوافق مع العام 11 لأبيصار، حيث تشهد عدة ألواح على حكمه على أور.
كان معاصرًا لنهاية عهد أبيصار (1830 - 1841 ما قبل الميلاد) وعهد سومل (1801 إلى 1830 ما قبل الميلاد) ملوك لارسا. سجلت أسماء الملك الأخير هذا الانتصارات على أكوسوم، كازالو، أوروك (التي انفصلت عن إيسن)، لوجال سين، كا إيدا، سابوم، كيش، وقرية نانا إيسا، التي تتجه شمالًا بلا هوادة ونشاط محموم حفر القنوات أو ملئها، ربما لمواجهة الإجراءات التي اتخذتها بور سوين لاحتوائه. تسعة فقط من أسماء العام الخاصة بـ بور سين معروفة والتسلسل غير مؤكد. استولى على كسرة لبعض الوقت حيث تم العثور على أسماء عامين بين ألواح من هذه المدينة ربما بعد رحيل سومو أبوم ملك بابل الذي «عاد إلى مدينته». كان الاحتلال قصيرًا حيث كان من المقرر أن يغزوها سومو إل خلال عامه الرابع. تُسجّل أسماء أعوام أخرى تشييد بور سين للتحصينات والجدران على ضفة نهر يورفاتس والقناة. يُسجّل اسم سومو إيل الذي سُجّل في العام «سنة بعد سنة افتتحت سومو إل قصر نيبور» الذي لا يُعرف مكانه في تسلسل هذا الملك.
تم تكريس تمثال صغير من العقيق الأحمر البني للإلهة إنانا  وصفيحة من العقيق  تم تكريسها من قبل الكاهنة لوكور و «رفيقه في السفر»، أي محظية، نانايا إبسا. كرس شخص معين باسم اينليل اينام تمثالًا كلبًا للإلهة نينيسينا من أجل حياة الملك. يوجد هناك حوالي خمسة أختام موجودة وطباعات أختام للعباده والكتابة،  تم التنقيب عن ثلاثة منها في أور مما يشير إلى إاحتلال هذه المدينة في نهاية عهد بور سين وبداية خليفته بالصدفة حيث لا توجد نصوص من أور تثبت سنوات سومو إل من 19 إلى 22 والتي تتوافق مع هذه الفترة. 

### عهد لبت إنليل
لبت إنليل  اسمه يعني «لمسة الإله إنليل» هو الملك الثامن للأسرة الأولى من سلالة ايسن وحكم لمدة خمس سنوات. حكم مابين (1810 ما قبل الميلاد - 1806 ما قبل الميلاد) أو (1873-1869 ما قبل الميلاد). كان ابن بور سين.
لا توجد نقوش معروفة لهذا الملك. أنهى عهده القصير فترة من الاستقرار النسبي وخلفه إيرا إيميتي الذي لا يعرف نسبه. كان كل من هو وخليفته واضحين في غيابهم عن الترانيم الملكية أو الصلوات الدينية، ويتنبأ هالو أن هذا قد يكون بسبب الانحرافات التي بدأت الصراع مع لارسا..
امتدت أرشيفات معبد نينورتا في نيبور على مدى أكثر من خمسة وسبعين عامًا من السنة الأولى ل لبت إنليل من اسين (1810) إلى السنة الثامنة والعشرين لريم سين الأول. (1730) تم الحفاظ عليه عن غير قصد عندما تم استخدامه كحفر لمعبد إنانا في العصر البارثي. تُظهر الأجزاء الـ 420 اقتصاد معبد مزدهرًا استوعب الكثير من الثروة المتاحة. أسماء العام الذي يلي عام توليه هي احتفال رتيب إلى حد ما بالهدايا السخية لمعبد إنليل.

### عهد إيرا إيميتي
إيرا إيميتي ( 1794- 1786 ما قبل الميلاد) هو ملك إيسن وحكم لمدة ثانية سنوات. هو خليفه لبت إنليل الذي كان ترابط نسله به غير مؤكد وايضا كان معاصرًا ومنافسًا لسومي إل و نور أداد من سلالة لارسا. اشتهر بالحكاية الأسطورية لوفاته «مأساة تذوق الطعام» لشافير.
يبدو أنه استعاد السيطرة على نيبور من لارسا في وقت مبكر من عهده ولكنه فقدها مرة أخرى حيث احتفل خليفته باستعادته مرة أخرى. تقدم أسماء السنوات اللاحقة بعض الوميض من الأحداث على سبيل المثال «العام التالي للسنة التي استولى فيها إيرا إيميتي على كيشورا»  كان هو تاريخ استلام هدية الزفاف و «العام الذي دمر فيه إيرا إيميتي سور مدينة كازالو»   مدينة متحالفة مع لارسا ومعادية لاسين وحليفتها بابل. كان استيلاءه على كيشورا بمثابة تصعيد كبير للأعمال العدائية ضد لارسا خصم اسين. وظهر ختم أسطواني هيماتيت  لخادمه وكاتبه إليشكا-أوتول وهو ابن سن إينام من هذه المدينة مما يوحي باحتلال طويل الأمد. يشير اسم العام الأخير المعتمد إلى العام الذي بنى فيه سور مدينة جان إكس إيرا إيميتي وربما بلدة جديدة تحمل اسمًا.
عندما تنبأت النذر بالهلاك الوشيك للملك كان من المعتاد تعيين بديل له كـ «تمثال للحركة». والذي تم تعيينه مرة أخرى إلى مكان الملك لكنه لم يمارس السلطة لمدة مائة يوم لتفادي الكارثة في نهايتها يقتل وكيل الملك في طقوسًا ويستأنف الملك عرشه 

### عهد إنليل باني

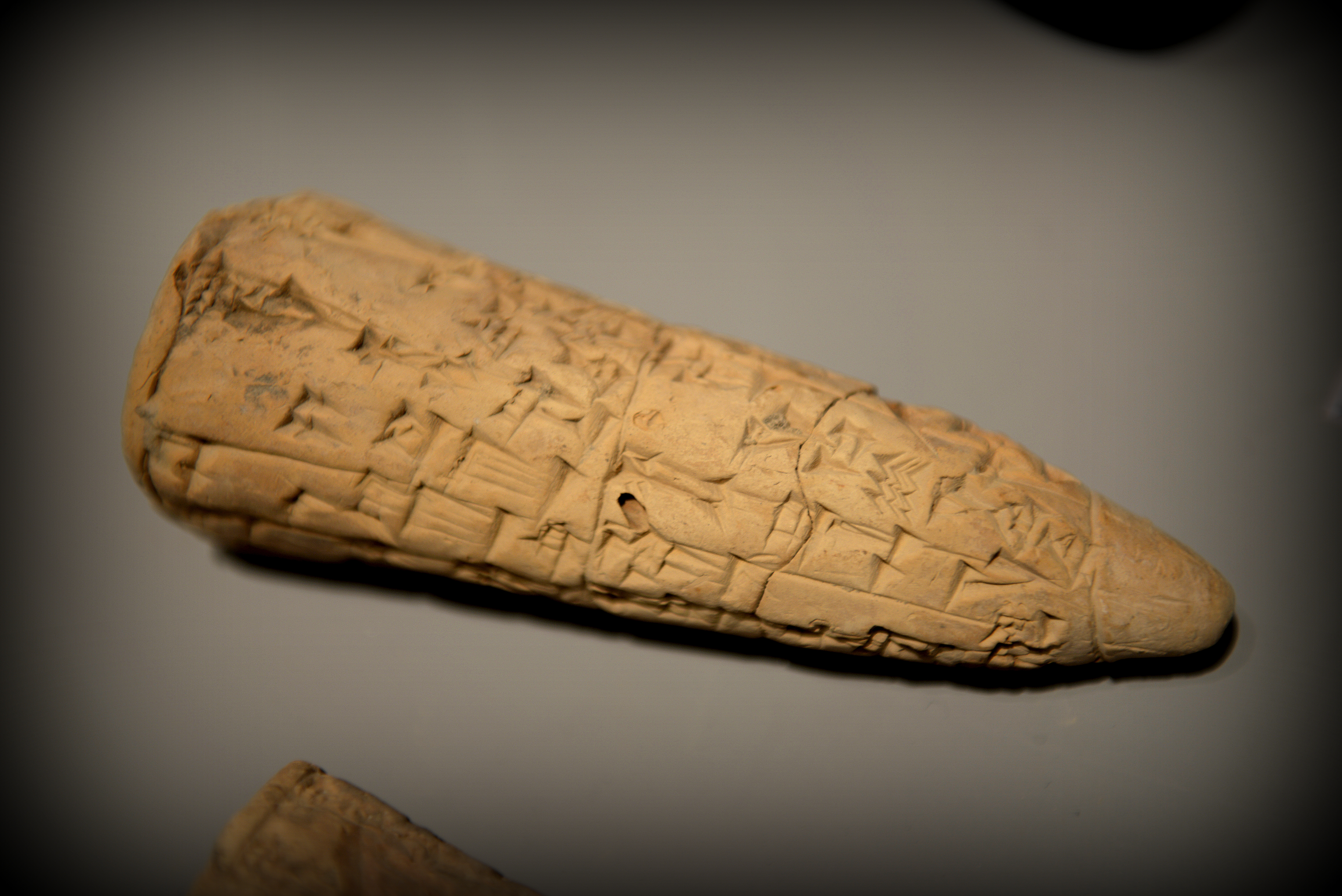
مسمار الطين لأنليل باني

إنليل باني هو الملك العاشر من سلالة اسين وحكم لمدة 24 عاما ( 1786-1762 ما قبل الميلاد). اشتهر بالطريقة الأسطورية وربما الملفقة لصعوده للعرش.
سجلت أحد المصادر  على أنه حكم لمدة 6 أشهر أو سنة بين عهدي إيرا إيميتي وإنليل باني وفقًا لنسختين مختلفتين من السجل التاريخي. وهناك تأريخ آخر  الذي قد يلقي مزيدًا من الضوء على أصوله ولكنه هو منقطع جدًا بحيث لا يمكن ترجمته.
كانت الهيمنة على نيبور عابرة حيث كانت السيطرة على المدينة تتأرجح بين اسين ولارسا عدة مرات. الوركاء أيضًا انفصلت خلال فترة حكمه ومع انهيار سلطته ربما يكون قد تم تنقيح تاريخ الملوك الأوائل  لتقديم حكاية أسطورية عن انضمامها لإخفاء حقيقة انه ضم المدينة غصبا.  يتعلق الأمر بأن إيرا إيميتى اختار البستاني إنليل باني وتوّجه ووضع التاج الملكي على رأسه. ثم مات إيرا إيميتى وهو يأكل. وأصبح إنليل باني ملكًا بسبب رفضه ترك العرش.
وجد إنليل باني أنه من الضروري «إعادة بناء جدار اسين الذي أصبح متداعيًا»  الذي سجله على مسامر طين. أطلق على الجدار اسم «إنليل باني ثابت كالأساس»  بالعمل المستمر كانت جدران المدن الكبرى قيد الإصلاح المستمرايضا. كان بانيًا رائعًا وكان مسؤولاً عن بناء«بيت الكلب»  وعن معبد نينيسينا  وأيضًا «بيت الاسترخاء» للإلهة نينتينوقا «السيدة التي تحيي الموتى»  ، «منزل الجنة العظيم»  الإله الوصائي لشروباك، الإلهة نينليل، وأخيراً لنينبغال، «السيدة ذات الرحمة الصبور التي تحب الأصوات السابقة، والتي تستجيب للصلاة والتضرعات، والدته المشرقة».  تم أخذ تمثالين نحاسيين كبيرين إلى نيبور لتكريسه لنينغال والتي صنعها ايدين داغان قبل 117 عامًا ولكن لم يكن قادرًا على تسليمها «وبسبب ذلك جعلت الإلهة نينليل الإله إنليل يطيل عمر إنليل باني»  
ربما يكون هناك ترنيمتان موجهتان إلى هذا الملك.

### عهد زامبيا

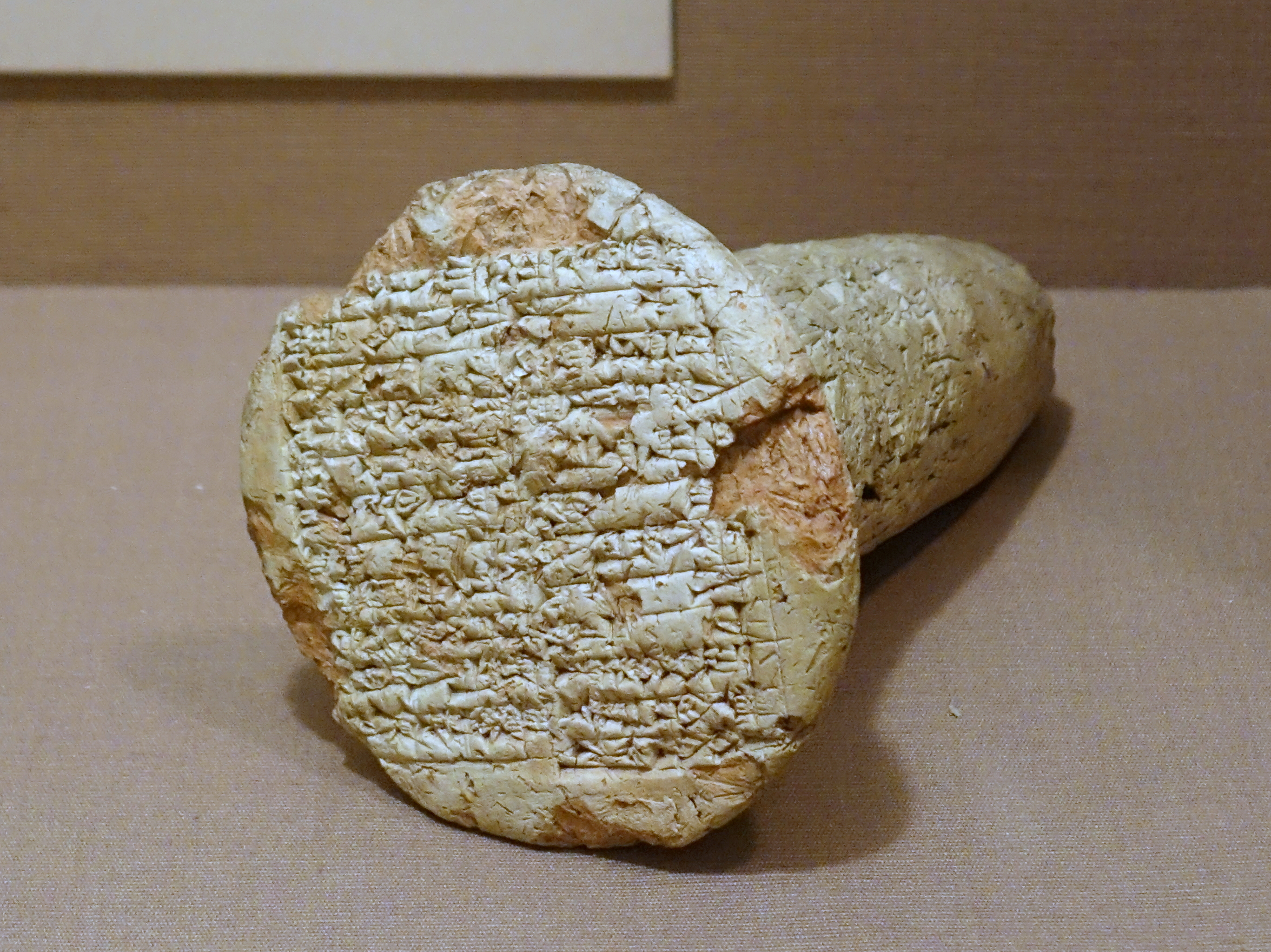
مخروط منقوش للملك زامبيا ملك إيسن في فترة إيسن-لارسا وفي عهد زامبيا. 1836-1834 ما قبل الميلاد. مصنوعه من الطين.متواجده في متحف المعهد الشرقي ، جامعة شيكاغو

زامبيا هو الملك الحادي عشر من سلالة إيسن (1762-1759 ما قبل الميلاد). اشتهر بهزيمته على يد سين اقيشام ملك لارسا.
وفقًا للمصادر حكم زامبيا  لمدة 3 سنوات. كان معاصرًا لسين اقيشام ملك لارسا، الذي احتفل باسمه في السنة الخامسة والأخيرة بانتصاره على زامبيا: «عام جيش (أرض) عيلام وزامبيا (ملك إيسين) وتم هزيمتهم بالسلاح» مما يشير إلى قيام اتحاد بين اسين وعيلام ضد لارسا. كانت مدينة نيبور محل نزاع حاد بين تلك المدن. لو نجى زامبيا من هذه المعركة فربما يكون قد استمر في أن يكون معاصرًا لخلفاء سين اقيشام سيلي أدد و واراد سين.

### عهد ايتر بيشا
إيتر بيشا هو الملك الثاني عشر من سلالة إيسن ( 1759-1755 ما قبل الميلاد). وحكم لمدة 4 سنوات.   في قائمة ملوك اور - إيسن التي كُتبت في العام الرابع من عهد دامق إيليشو تشير إلى انه حكم لمدة 3 سنوات فقط.  علاقاته مع سلفه وخليفته غير مؤكدة وسقط عهده خلال فترة تدهور عام في ثروات السلالة.
كان معاصرًا لواراد سين (حوالي1770 قبل الميلاد إلى 1758 قبل الميلاد) ملك لارسا الذي كان أخوه وخليفته، ريم سن الأول قد أتى أخيرًا للإطاحة بالسلالة وإنهاء التنافس المرير بين المدينتين بعد حوالي 40 عامًا. وهو معروف فقط من قوائم الملوك وتواريخ أسماء الاعوام في العديد من النصوص القانونية والإدارية المعاصرة. تشير اثنان من أسمائه في العام إلى تقديمه النحاس لـ اوتو (إله) وإنانا (إله) دوما. حيث تستخدم في طقوس المعبد.
ربما اشتهر بالعمل الأدبي المعروف عمومًا بالخطابة من نابي إنليل إلى إتر بيشا الذي كان يُعرف سابقًا برسالة من إتر بيشا إلى أحد الآله عندما كانت محتوياته صعب الفهم. وهي موجودة في سبع مخطوطات مجزأة  ويبدو أنها عريضة إلى الملك من أحد الأشخاص الذين مروا بأوقات عصيبة. تتكون من 24 سطرًا أصبح ادب جميل يستخدم في تعليم الكتابة خلال الفترة البابلية القديمة اللاحقة.

### عهد أور دوكوكا
أور دوكوكا هو الملك الثالث عشر لسلالة إيسن وحكم لمدة 4 سنوات (1755-1751 ما قبل الميلاد).   كان هو الثالث في سلسلة الملوك الذين حكموا لمدة قصيرة ولم يكن نسبهم معروف وامتدت سلطتهم إلى مناطق صغيرة تشمل أكثر قليلاً من مدينة اسين وجارتها نيبور. من المحتمل أنه كان معاصراً لواراد سين من لارسا وأبيل سين من بابل.
ونسب الفضل إلى داجون وهو إله من منطقة الفرات الوسطى والذي من المحتمل أن يكون قد قدمه مؤسس السلالة إشبي إيرا بخلقه في مخاريط  إحياءً لذكرى بناء معبد الإله إتوشكيغارا أو المنزل «إقامة جيدة» وهو حدث يتم الاحتفال به أيضًا باسم العام. يوجد نقش يصفه ب «الراعي الذي يجلب كل شيء لنيبور والمزارع الأعلى للآلهة إنو وإنليل مزود من إيكور» هذا أكوام افر الإعلانات من اهتمامه المقدسات نيبور وإيكور لإنليل، وايشوميشا ل نينورتا وايقلاما لجولا كالزوجة الإلهية للنينورتا.
قطعة من الطوب من إيسن  تحمل لقبه ولكن لم يتم الحفاظ على الحدث الذي تم وضع علامة عليه. عمود مخروطي  يخلد ذكرى بناء معبد لولال في مدينة دول إدينا العريقة شمال شرق نيبور على قناة إيتورونج. تم الاحتفال بحفر قناة إمغور نينيسين في عام آخر.

### عهد سين ماغو

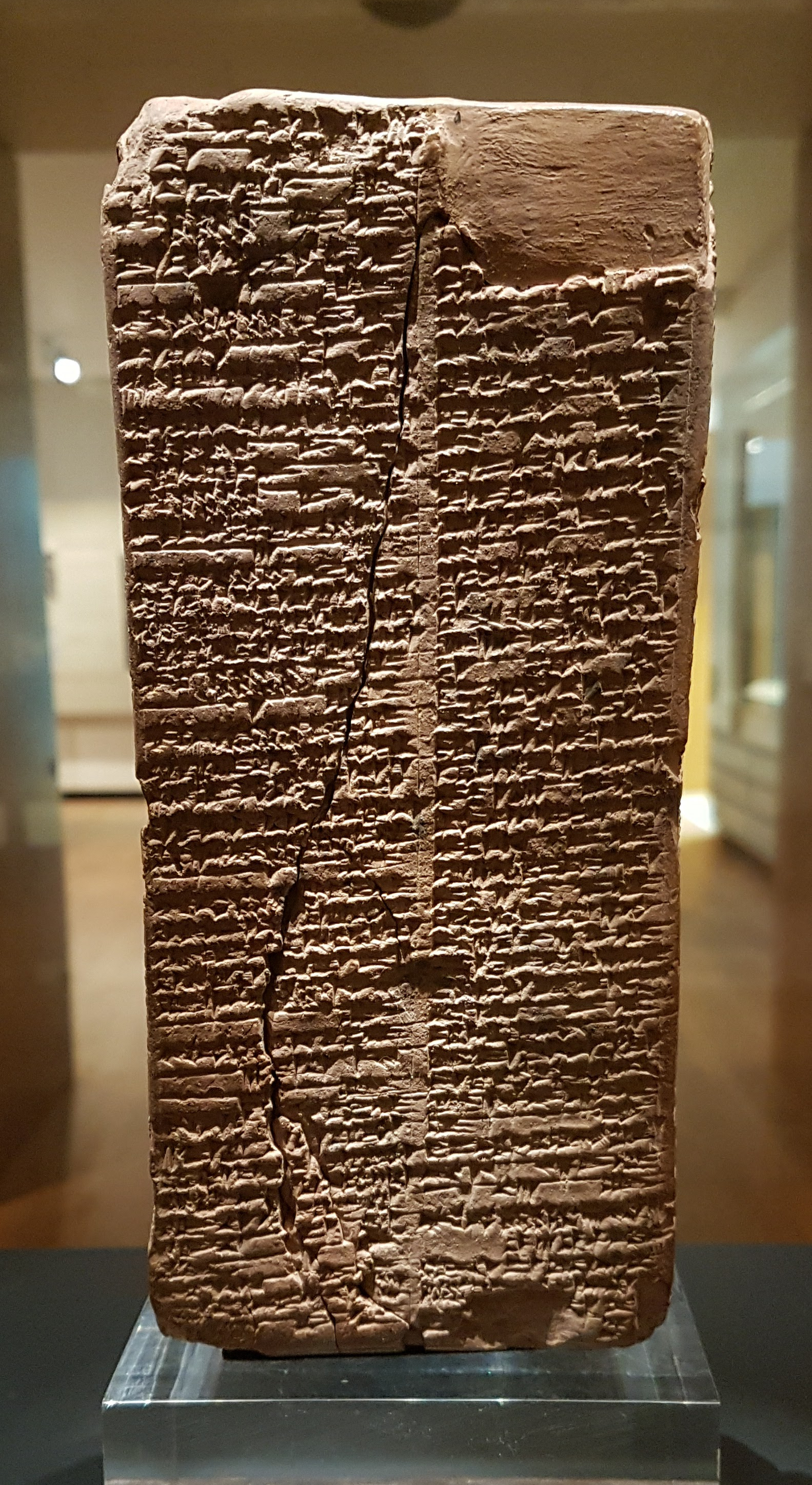
المنقوشة الطينية التي تحمل قائمة الملوك السومريين والذي يظهر فيها سين ماغو باعتباره آخر حاكم وربما تم صنعه خلال فترة حكمه أو بعد ذلك بقليل.

سين ماغو هو الملك الرابع عشر لسلالة إيسن وحكم لمدة 11 عاما ( 1751- 1740 ما قبل الميلاد).
تتداعى فترة حكمه في الست سنوات الأخيرة من حكم واراد سين والخمس سنوات الأولى من حكم ريم سن الأول، أبناء كودور مبوك وملوك لارسا المتعاقبين وكلها في عهد الملك البابلي أبيل سين. يوجد حاليًا ستة نقوش ملكية باقية بما في ذلك نقوش قصر من الطوب  وأختام لعباده المخلصين مثل ايدين دامو «كبير البناءين» وامقور سن مديره و  الذي يسجل بناء مخزن للإلهة أكتوبتوم من كيريتاب تكريما له بتكليف من نوبوبتوم الكاهنة لوكور «مرافقته الحبيبة أثناء السفر والدة مولوده الأول.» 
تشير النقوش القديمة  إلى بناء جدار دفاعي يسمى «سين ماغو يصنع اساس الأرض الخاصة به» في دونوم وهي مدينة شمال شرق نيبور. وربما انقلبت السيطرة من نيبور إلى لارسا تحت حكم واراد سين ووالده كودور مبوك، القوة وراء العرش، حيث يحتفل اسمه في السنة السادسة بأنه كان لديه (14 تمثالًا نحاسيًا تم إحضارها إلى نيبور.) و 3 عروش مزينة بالذهب جلبت إلى معابد نانا ونينغال وأوتو. كان على لارسا أن تحتفظ بينيبور حتى السنة التاسعة من ريم سين عندما خسر أمام داميق إليشو. تم العثور على أحد المخاريط التي تحمل هذا النقش في أنقاض معبد نينورتا، é-ur-sag-tí-la ، في بابل، ويُعتقد أنه كان على الأرجح قطعة متحف قديمة. مدينة دونم التي ربما كان الاحتفال بتأسيسها الأصلي هو الغرض من أسطورة سلالة دنوم،  اتخذتها ريم سين في العام السابق لغزو اسين ولذلك يُعتقد أن المخروط مأخوذ من لارسا غنيمة من حمورابي.
تم عرض قرصين قانونيين للبيع بشكل خاص ويسجلان مبيعات مخزن وبستان نخيل ويعطيان اسم عام في مكان آخر دون مراقبة، "العام الذي حفر فيه الملك سين ماغو قناة نينكاراك."  يشير اسم عام آخر إلى "(سين ماغو) بنى على ضفة قناة إتورونغال (الوادي القديم) تحصين عظيم يسمى (يوسع سين ماغو بلده). يُطلق على كل من مقاطعة في الجنوب وبلدة في شرق بابل بالقرب من توبلياس اسم بيت سين ماغو وتكهن بعض المؤرخين بأنه تم تسمية أحدهما على شرفه.

### عهد دامق إليشيو
دامق إيليشو هو الملك الخامس عشر والاخير من سلالة إيسن (1740-1717 ما قبل الميلاد). كان خليفه والده سين ماغو وحكم لمدة 23 عامًا. بعض القوائم تختلف على مدة حكمه.   هُزم أولاً من قبل سين موباليط من بابل (1748 - 1729 ما قبل الميلاد) ثم لاحقًا على يد روم سان الأول من لارسا (1758 - 1699 ما قبل الميلاد).
وتصفه النقوش بأنه «المزارع الذي يكدس محصول (الأرض) في مخازن الحبوب». وأربعة نقوش ملكية موجودة بما في ذلك الاحافير تحتفل ببناء جدار اسين وسمي ب «دامق إيليشو المفضل للإله نينورتا» ذكر أيضا انه اسماه ب «المناسب لمنصب أون الكاهن الذي يليق بالألهة إنانا.»  بناء مخازن وسميت ب «المنزل للعلم النقي (الطقوس)» للإله ماردو  ابن الإله انو. سجلت الاحافير انه بناء معبد وسماه «محل الاقامه الجيدة»، ربما للإله نرغال من أواربارا. يوجد أيضًا نقش في القصر ونسخة من إهداء لنرغال من أبياك على شكل تمثال أسد.

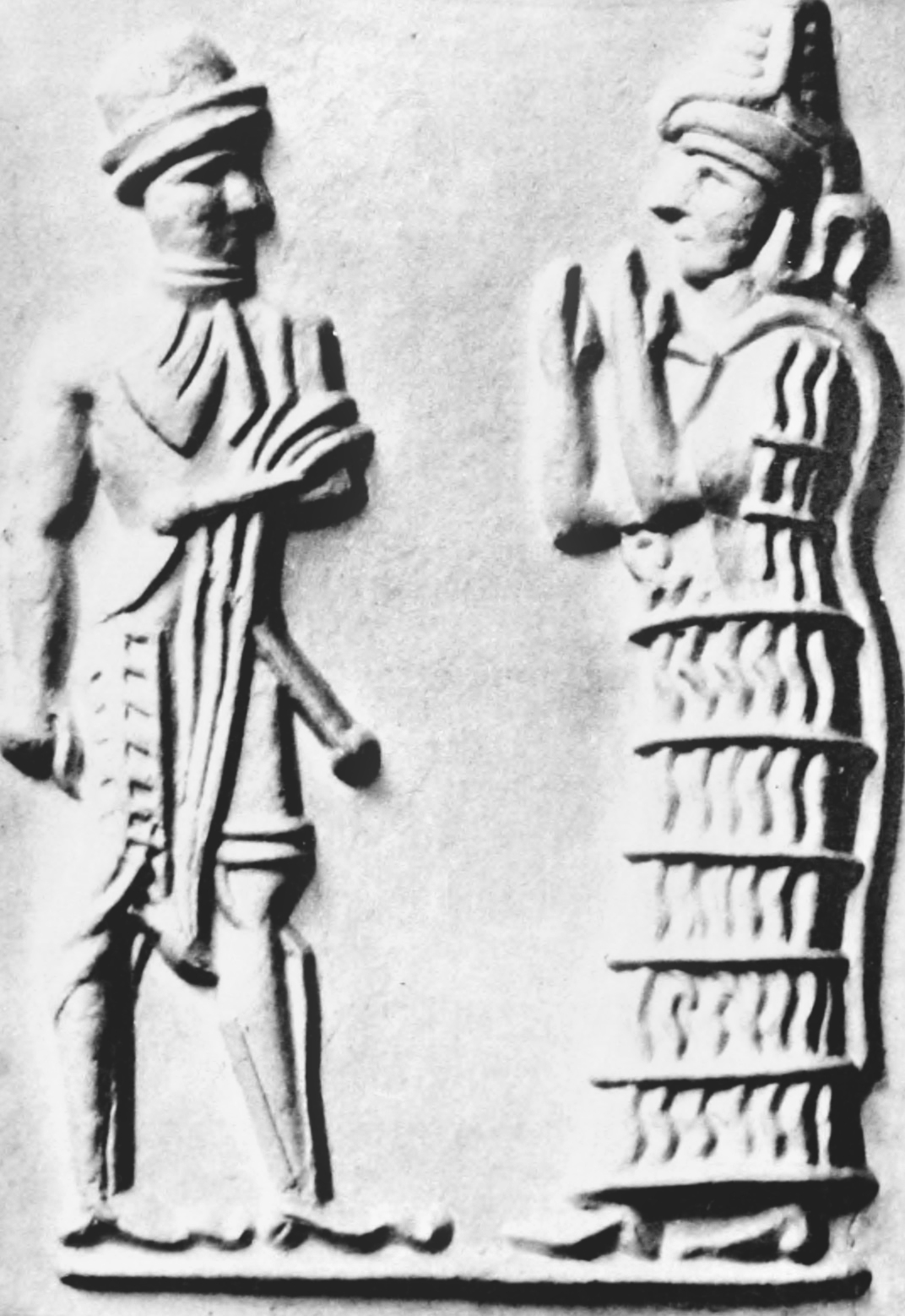
خاتم الدقية للأبن دامق إليشيو كمسؤول رفيع في سمسو إيلونا بعد خسارة مملكة والده.

تلخيصا للأحداث السياسية من خلال أسماء الاعوام للمماليك المتنافسة. تسجل سنة ريم سين في السنه الرابعة عشر (1744 قبل الميلاد) "السنة التي كانت فيها جيوش الوركاء واسين وبابل وسوتوم ورابيكوم وإردينين  ملك الوركاء ثائريين بالأسلحة". ويبدو أن هذا الانتصار قد ايقظ طموحات ريم سين الإمبراطورية. وسجل عام دامق إليشو الثالث عشر (حوالي 1739 قبل الميلاد) «السنة التي بنى فيها (دامق إليشو) سور مدينة اسين العظيمة (المسمى)» دامق إليشو-هيغال «(داميق إليلشو الكريم)». مدينة نيبور المقدسة قد تم انتزاعها من سيطرة لارسا حوالي عام 1749 قبل الميلاد بواسطة داميق إليشو الذي احتفظ بها حتى استعادها ريم سين حوالي عام 1737 قبل الميلاد وهو العام الذي «دمر فيه الوركاء»، بناءً على تاريخ الوثائق التي تم العثور عليها هناك. يُطلق على السنة الثالة عشر (1735 قبل الميلاد) سنه سن موباليت «السنة التي تعرضت فيها القوات وجيش لارسا للضرب بالأسلحة». عام 25 ريم سين (حوالي 1733 قبل الميلاد) سُمي «عام الراعي الصالح ريم سين بمساعدة قوية من آن وإنليل وإنكي استولى على مدينة دامق إليشو وجلب سكانها الذين ساعدوا اسين كسجناء إلى لارسا وأثبت انتصاره العظيم». يبدو أن هذه النكسة قد شلت دولة اسين المترنحة مما سمح لسن موباليت من نهب المدينة في عام 1732 قبل الميلاد خلال عامه السادس عشر. 
في سنة ريم سين التاسعة عشر (1729) «السنة التي استولى فيها ريم سين الراعي الصالح بمساعدة قوة آن وإنليل وإنكي للسيطرة على أكبر مدينة في اسين وقدم أوامره لكل جندي من الجنود لكنه لم يخرج السكان من مسكنهم». في عامه الثلاثين (1728 قبل الميلاد) وتقرأ «عام ريم سين الراعي الحقيقي بسلاح قوي من آن وإنليل وإنكي استولى على اسين والعاصمة الملكية والقرى المختلفة لكنه أنقذ حياة سكانها وجعلها عظيمة إلى الأبد بقيادتة.» اعتبر الحدث مهمًا جدًا لدرجة أنه منذ ذلك الحين تم تسمية اسم ريم سين باسمه: السنة الأولى لأجل اسين حتى «السنة 31 بعد الاستيلاء على اسين.» 
هناك أيضًا رسالة من الادب الجميل من دامق إليشيو إلى الإله نوسكا. يبدو أنه أصبح شيئًا مثل البطل الشعبي لأن الملوك اللاحقين يعودون إليه ويصفون أنفسهم بأنهم خلفائة. سلالة سيلاند تعتبر نفسها وريثة للمنارة السومرية الجديدة بل إن الملك الثالث دامك ايليسو أخذ اسمه. وُصف بمؤسس سلالة سيلاند الثانية سيمبار شيباك (حوالي 1025- 1008 قبل الميلاد) بأنه «جندي من سلالة داميق إليشو»، في سرد تاريخي.

### الجدول الزمني للحكام
| مسطرة         |                                                     | كنية                          | طول فترة الحكم | التواريخ التقريبية (قصيرة) | تعليقات |
| ------------- | --------------------------------------------------- | ----------------------------- | -------------- | -------------------------- | --- |
| إشبي إيرا     | يظهر إشبي إيرا وخلفاؤه على قائمة الملوك السومريين   |                               | 33 سنة         | 1953 -1920 قبل الميلاد     | يظهر إشبي إيرا وخلفاؤه على قائمة الملوك السومريين. معاصر للأبي سين من الاور.                                                                  |
| شو ـ إيليشو   |                                                     | "ابن إشبي إيرا"               | 20 سنه         | 1900- ١920 قبل الميلاد     | |
| أدن ـ داغان   | ترنيمة للدين دغان. اللوفر AO8864.                   | "ابن شو إليشيو"               | 2١ سنة         | ١900 - ١879 قبل الميلاد    | |
| أشمي ـ داغان  | لبنة مختومة باسم Ishme-Dagan                        | "ابن أدن داغان"               | 20 سنه         | ١879 - ١859 قبل الميلاد    | |
| لبت عشتار     | قانون ليبيت عشتار.                                  | "ابن إشمي داغان او أدن داغان" | ١١ سنة         | ١859 - ١848 قبل الميلاد    | عاصر غانغوم من لارسا |
| أور ـ ننورتا  |                                                     | "ابن إشكور"                   | 28 سنة         | ١848 -١820 قبل الميلاد     | عاصر أبيصار من لارسا. |
| بور سين       | ختم الاسطوانة من بور سين.                           | "ابن أور ننورتا"              | 2١ سنة         | ١820 -١799 قبل الميلاد     | |
| لبت- إنليل    |                                                     | "ابن بور سين"                 | 5 سنوات        | ١799 - ١794 قبل الميلاد    | |
| إيرا ـ إيميتي |                                                     |                               | 8 سنوات        | ١794 - ١786 قبل الميلاد    | هو الذي عين البستاني إنليل باني ملكًا بديلًا له ثم مات فجأة.                                                                                    |
| إنليل ـ باني  | مؤسسة مخروط إنليل بني.                              |                               | 24 سنة         | ١762 -١786 قبل الميلاد     | معاصر سومولانيل من بابل. كان البستاني لدى إيرا إيميتي وعُيِّن ملكًا بديلًا ليكون كبش فداء ليضحي به لكنه بقي على العرش عندما توفي إيرا ايميتي فجأة. |
| زامبيا        | مخروط منقوش للملك زامبيا                            |                               | 3 سنوات        | ١759 -١762 قبل الميلاد     | معاصر لسين إقيشام من لارسا. |
| ايتر- بيشا    |                                                     |                               | 4 سنوات        | ١755 -١759 قبل الميلاد     | |
| أور- دوكوكا   |                                                     |                               | 4 سنوات        | ١75١-١755 قبل الميلاد      | |
| سين- ماغو     | يظهر Suen-magir كآخر حاكم في قائمة الملوك السومريين |                               | ١١ سنة         | ١740-١75١ قبل الميلاد      | يظهر سين ماغو فيقائمة الملوك السومريين |
| دامق- إيليشو  | خاتم الدقية بن دمق عليشو                            | ابن سين-ماغو                  | (23 سنة)*      | ١7١7 -١740 قبل الميلاد     | |

- لا يتم تضمين هذه الصفات أو الأسماء في جميع إصدارات SKL .